# Jasna (zarathuštrismus)
Jasna, avestánsky „obětování“, je ústředním rituálem zarathuštrismu, jež je opakován každý den za účelem udržování celistvosti kosmu stvořeného Ahura Mazdou. Zároveň je jako jasna také označována část Avesty jež obsahuje texty recitované při tomto rituálu.

## Rituál
Průběh rituálu jasny je znám především z prostředí indických Pársů. Je prováděn každé ráno na náklady laického patrona knězem zvaným zód a druhým knězem zvaným ráspíg. Odehrává se v ohňovém chrámu v posvátném prostoru odděleném žlábkem zvaném páví, jež musí být dokonale očištěn a do nějž nesmí vstoupit laici. Páví je orientován podle severojižní osy – na severu se nachází kamenné sedátko pro zóda, před nímž leží kamenný stůl, na němž je umístěn hmoždíř na přípravu haomy, držadla na barsom a další nástroje. Na jihu ohniště se stolky na pálení dřeva a vykuřovadel, a na západ od zódova stolu pak stolky na další nádoby. Před samotným obřadem musí být připraven chléb zvaný drón, ze studny nacházející se uvnitř chrámu přinesena voda na úlitby a očištění a raspígem proveden obřad zvaný paragná, jehož účelem je příprava páráhómu, haomu jež bude jež bude předkládán zódovi.
Na počátku obřadu je vzýván Ahura Mazda a po něm další božské bytosti. Poté zód pojídá chléb s máslem a pije tři doušky paráhómu. Po vyznání víry je znovu připravován paráhóm a z toho na konci obřadu zód obětuje do studně mimo páví. Většina rituálu se skládá pouze z recitace, bez výraznějších úkonů.

## Text
Jako jasna je též nazývána hlavní liturgická část Avesty užívaná při výše uvedeném rituálu, jejíž recitace trvá přibližně dvě a půl hodiny. Jedná se o heterogenní sbírku textů různého stáří, jež lze podle užitého jazyka dělit na následující:
- gáthy a prvních šest kapitoly Jasny hapnahaití sepsané starou avestánštinou neboli gáthštinou
- sedmá kapitola Jasny hapnahaití a modlitby Ahuna vairja, Ašem vohu a Jenhé hátam obsažené v jasně 27 sepsané archaizovanou či re-archaizovanou mladší avestánštině tak, aby připomínaly jazyk gáth
- zbytek souboru sepsaný mladší neboli standardní avestánštinou

K sestavení sbírky došlo v době kdy avestánština nebyla živým jazykem, nejspíše až v sasánovské době, a kromě vybraných textů obsahují rukopisy také různé glosy, což vedlo W. W. Malandru k názoru že dochovaný text jasny je svého druhu učebnicí 
Jasna je tradičně členěna do 72 kapitol zvaných haití či há. Vzhledem k tomu že některé se pasáže se v různých kapitolách opakují a ve všech rukopisech není dodržováno jde pouze o formální dělení, přesto však má těchto 72 kapitol pro zarathuštristy symbolický význam – opasek Pársů, značící příslušnost k náboženské obci, je spleten ze 72 nití. Jednotlivé kapitoly jasny mají následující obsah:
- Jasna 1-8 je sepsána ve formě výčtů
  - božstva jsou zvána k obětování (Jasna 1)
  - božstvům jsou představeny úlitby a barsom(Jasna 2)
  - Sróš darún: božstvům jsou představeny další obětiny (Jasna 3-8)
- Jasna 9-11 - Hóm jašt „hymnus na Haomu“
- Jasna 14-18 je sérií vzývání
- Jasna 19-21, nazývaná Bagán jašt, zahrnuje komentář ke třem modlitbám obsažených v Jasně 27
- Jasna 22-26 je další sérií vzývání
- Jasna 27 obsahuje tři modlitby
- Jasna 28-53, neboli gáthy, tvoří nejstarší část Avesty, přičemž Jasna hapnahaití, Jasna 42 a Jasna 52 byly mezi ně vloženy později
- Jasna 35-41 – Jasna Hapnahaití
- Jasna 42 je vzýváním živlů
- Jasna 52 je vzýváním bohyně Aší
- Jasna 54 obsahuje modlitbu Airjamana Išja
- Jasna 55-62 obsahuje další vzývání a modlitby
- Jasna 57 – Sroš jašt „hymnus na Sraošu“
- Jasna 63 – 69 - Áb Zóhr „obětování Vodám“
- Jasna 70-72 obsahuje další vzývání a modlitby